# یادگار مقدس

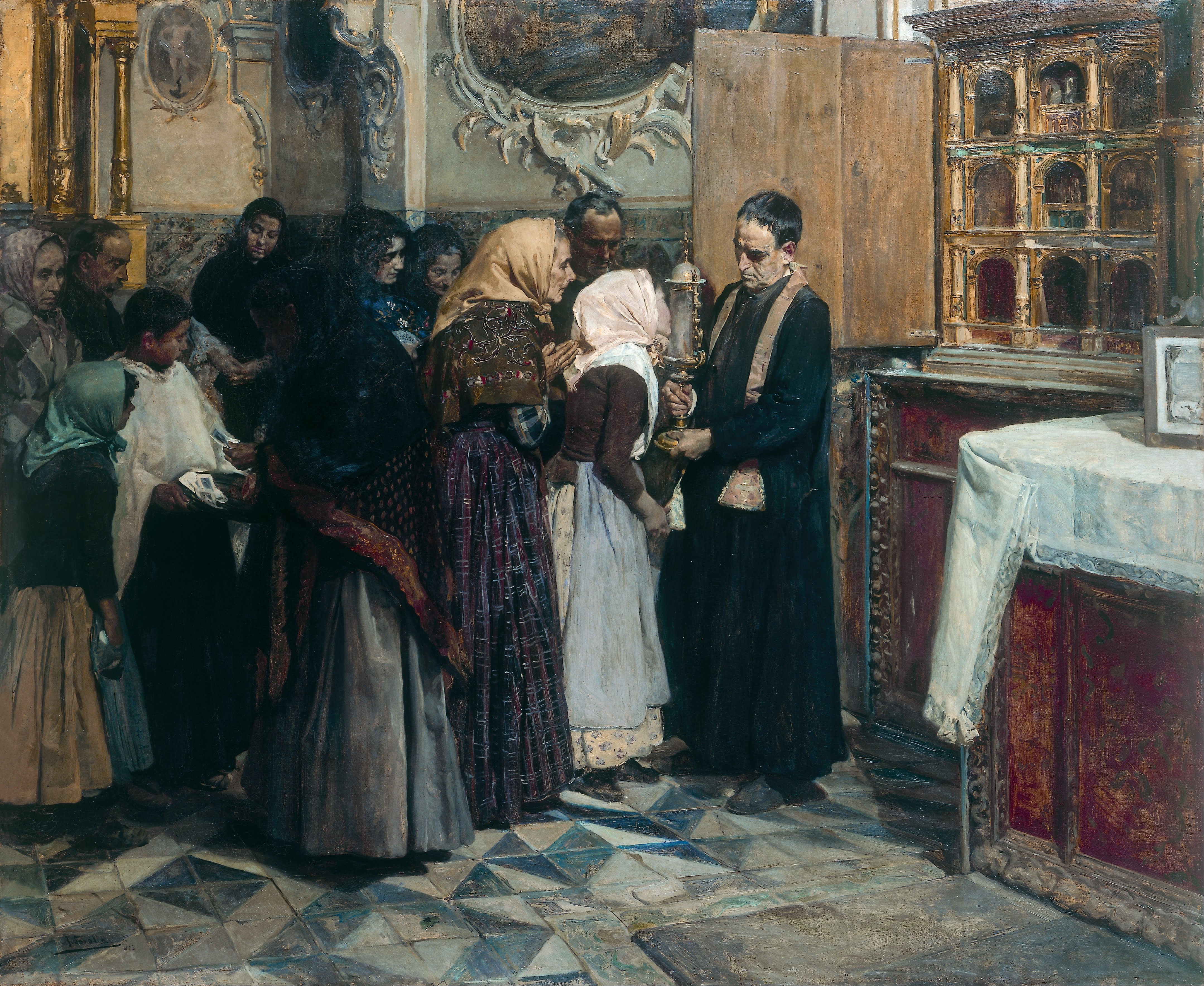
بوسه از یادگار مقدس، نام یک اثر نقاشی از خواکین سورولا، نقاش اسپانیایی است که در سال ۱۸۹۳ میلادی، در ژانر هنر دینی خلق شد. موضوع نقاشی به رسم تبرک‌گرفتن از یادگار مقدس در کلیسا می‌پردازد. این اثر اکنون در مالکیت موزه هنرهای زیبای بیلبائو قرار دارد.

یادگار مقدس (انگلیسی: relic) در حوزه مذهب به طور معمول به معنای بقایای فیزیکی قدیس‌ها و نیز آثار شخصی قدیس‌ها یا افراد مورد احترام است که از آن‌ها به عنوان یادگارهایی عینی و قابل احترام یاد می‌شود. «یادگارهای مقدس» در واقع بخش مهمی از برخی مذاهب، از جمله بودیسم, مسیحیت, هندوئیسم, شامانیسم و بسیاری از مذاهب دیگر است.

## وجه تسمیه
واژه relic که اغلب به عنوان معادل این واژه در زبان‌های غربی به کار می‌رود، برگرفته از واژه لاتین reliquiae به معنای «بقایا» یا «ماترک» است.

## یادگاران
یادگاردان (انگلیسی: reliquary) صندوقچه یا مکانی در کلیسا و آرامگاه‌های مسیحی است که در آن اشیای مذهبی و مقدس به یادگار مانده از قدیسان قدیم نگاه‌داری می‌شود.

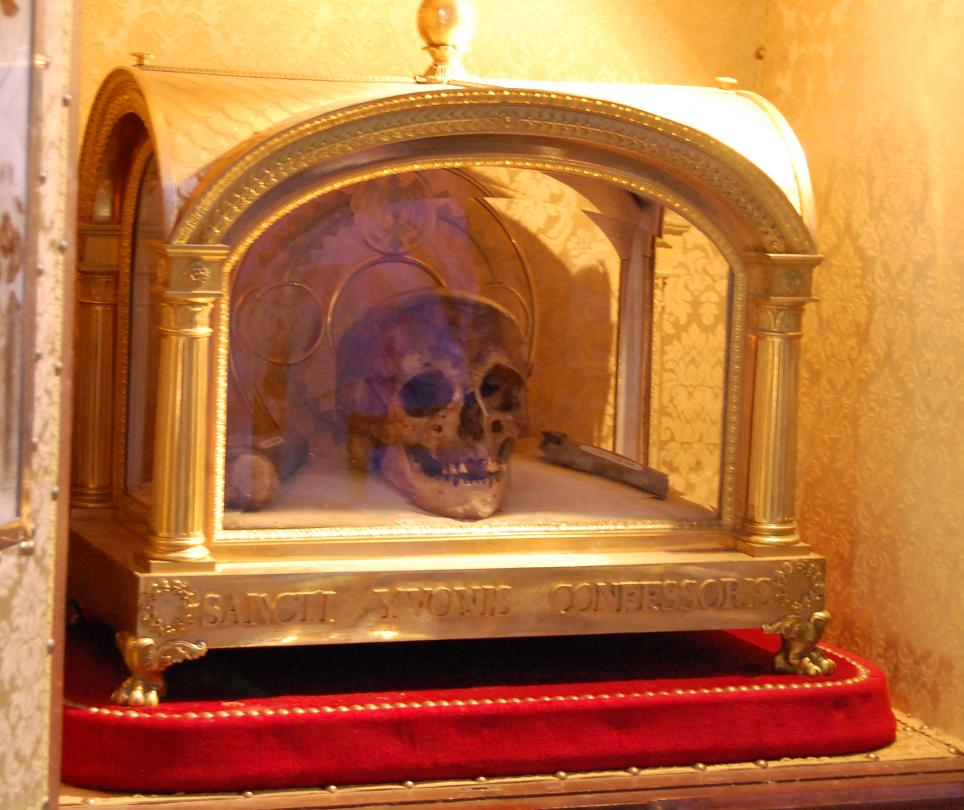
جمجمه سنت ایوس
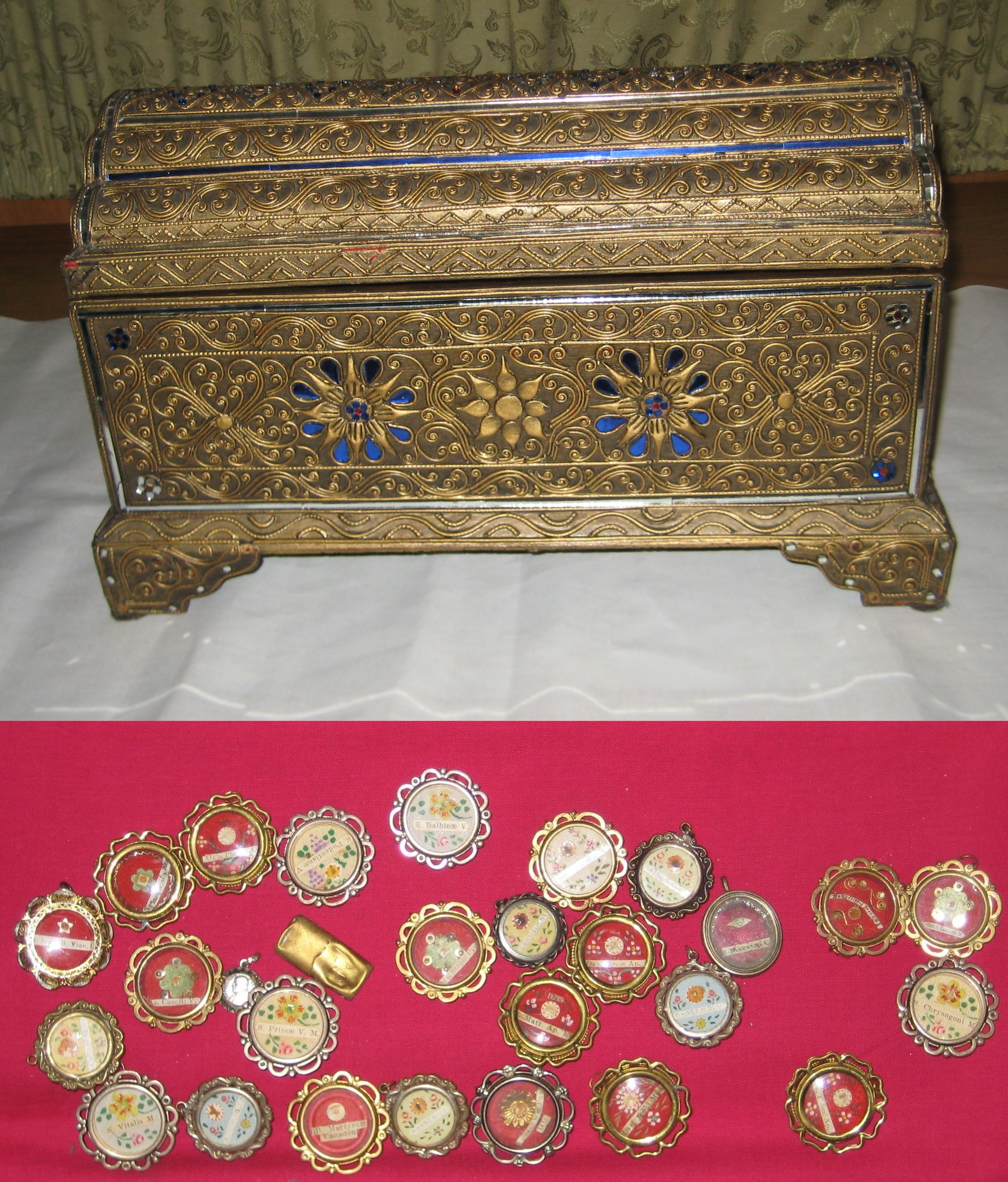
یادگارهای مقدس بودا, برمه
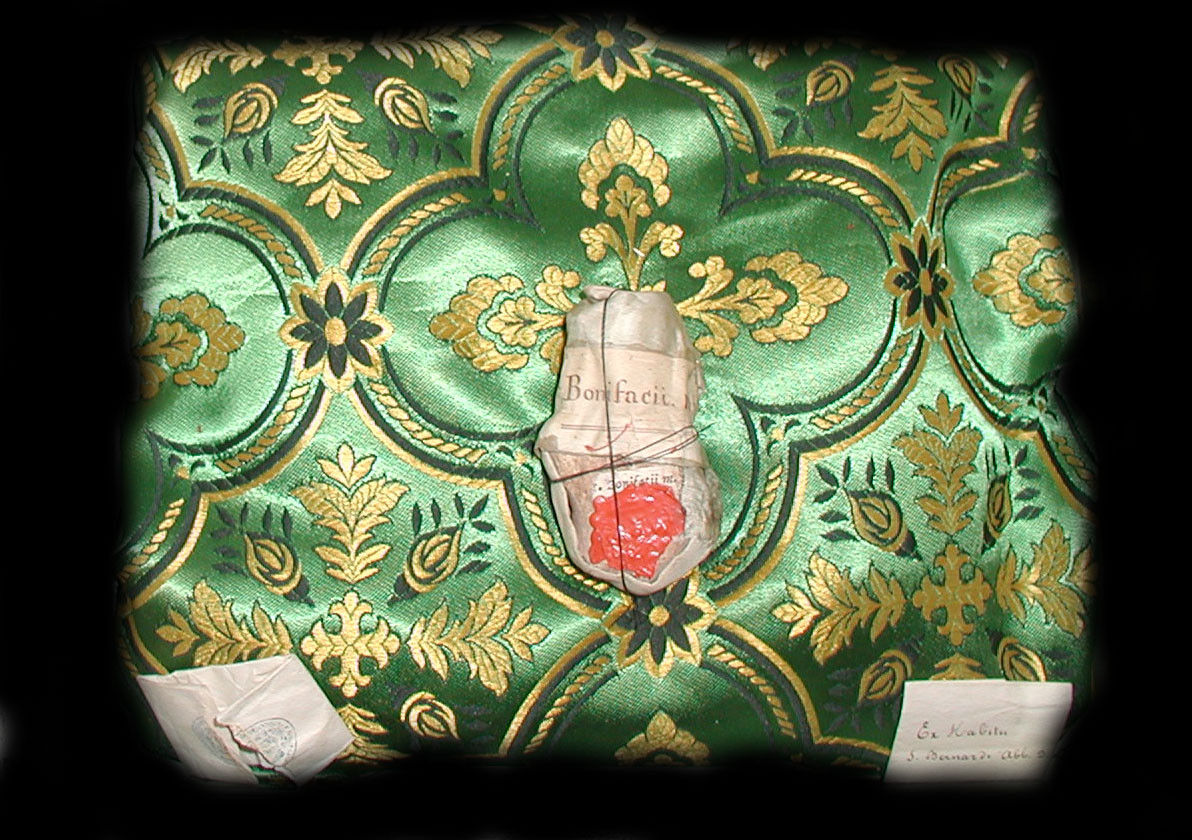
قطعه استخوانی که در وسط تصویر دیده می‌شود متعلق به سنت بونیفیس است. قطعات کاغذ تا شده در سمت راست و چپ حاوی قطعه‌ای از استخوان سنت بندیکت نرسیا و سنت برنارد است.
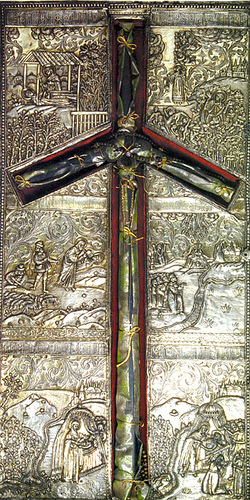
صلیب سنت نینو، گرجستان
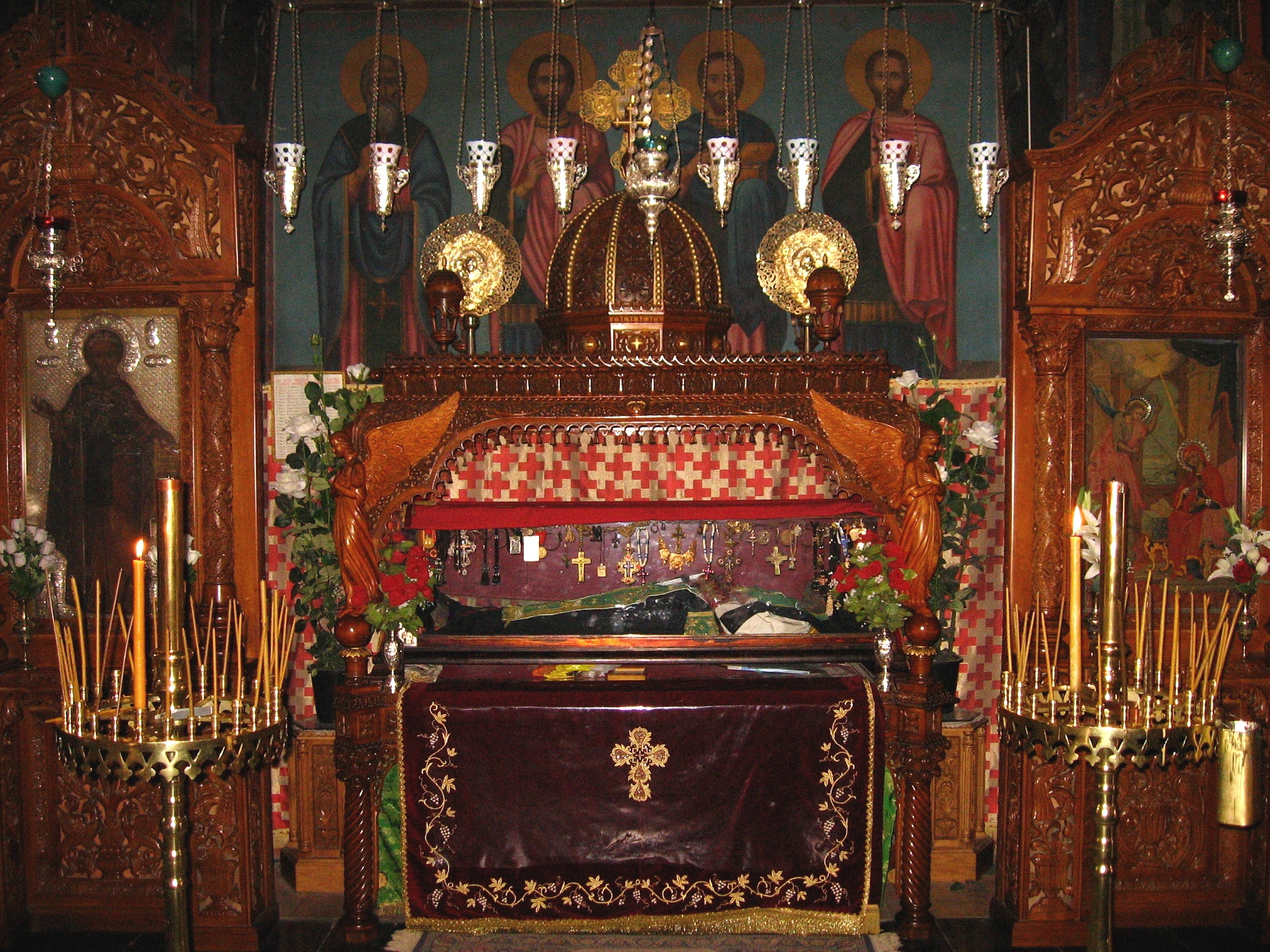
یادگارهای مقدس سنت ساباس، فلسطین
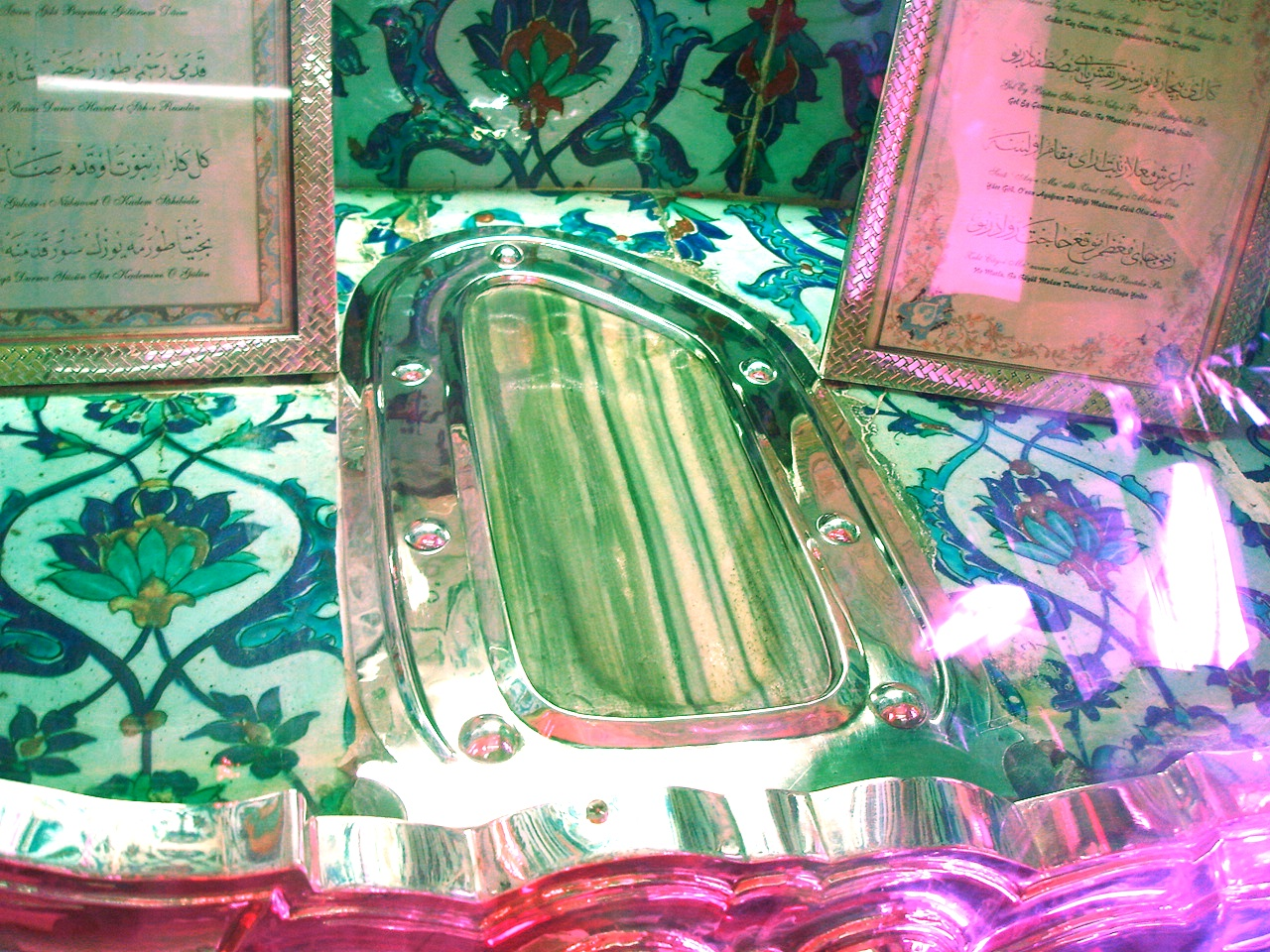
رد پای حفظ شده پیامبر اسلام، ایوپ ترکیه
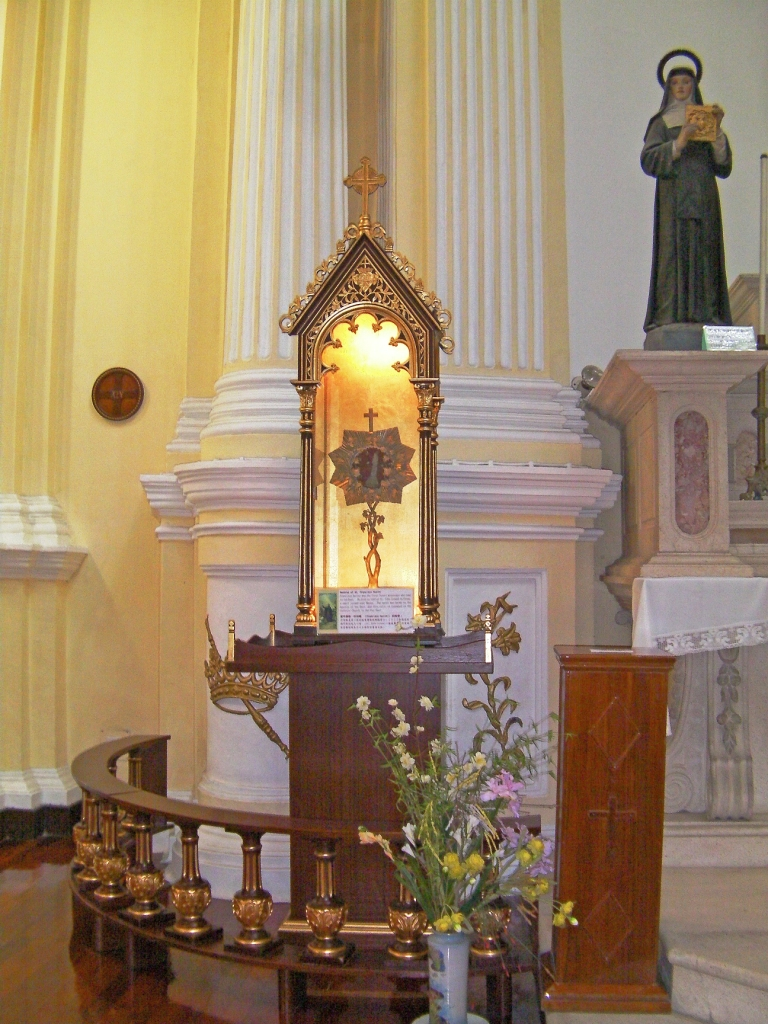
یادگارهای مقدس سنت فرانسیس خاویر، ماکائو
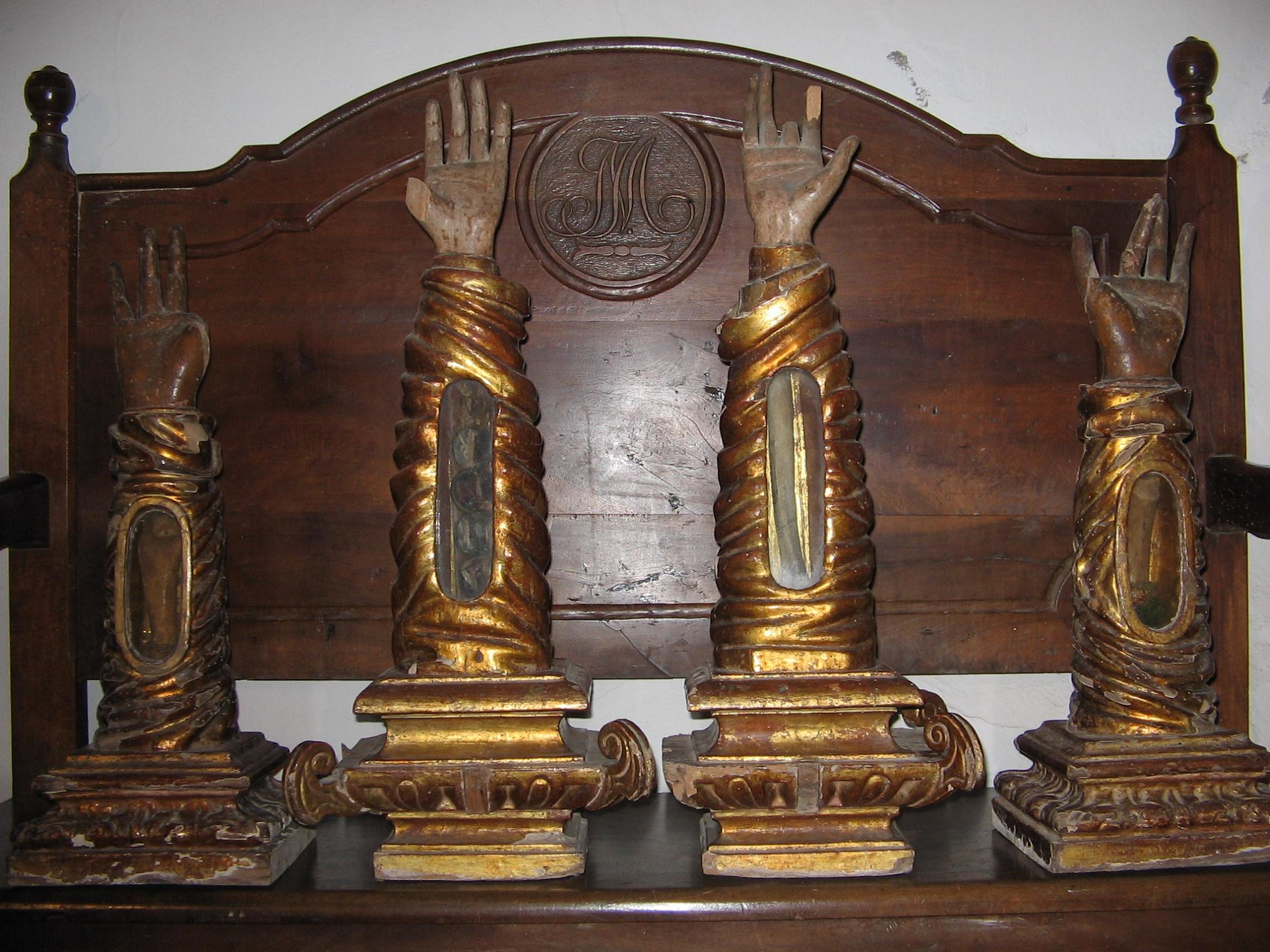
یادگارهای مقدس قدیسان در آیرب اسپانیا
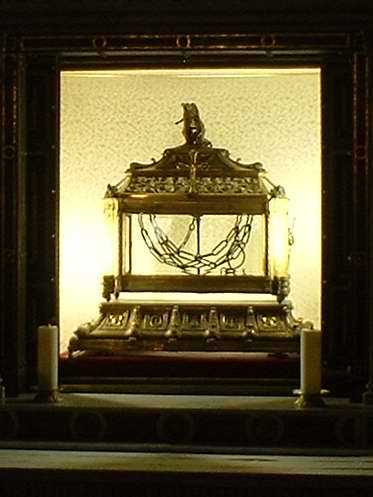
زنجیره سنت پیتر، رم
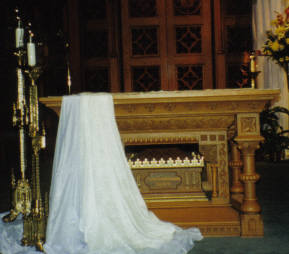
محراب اصلی کلیسای جامع سنت رافائل، حاوی یادگارهای مقدس سنت سسیانوس
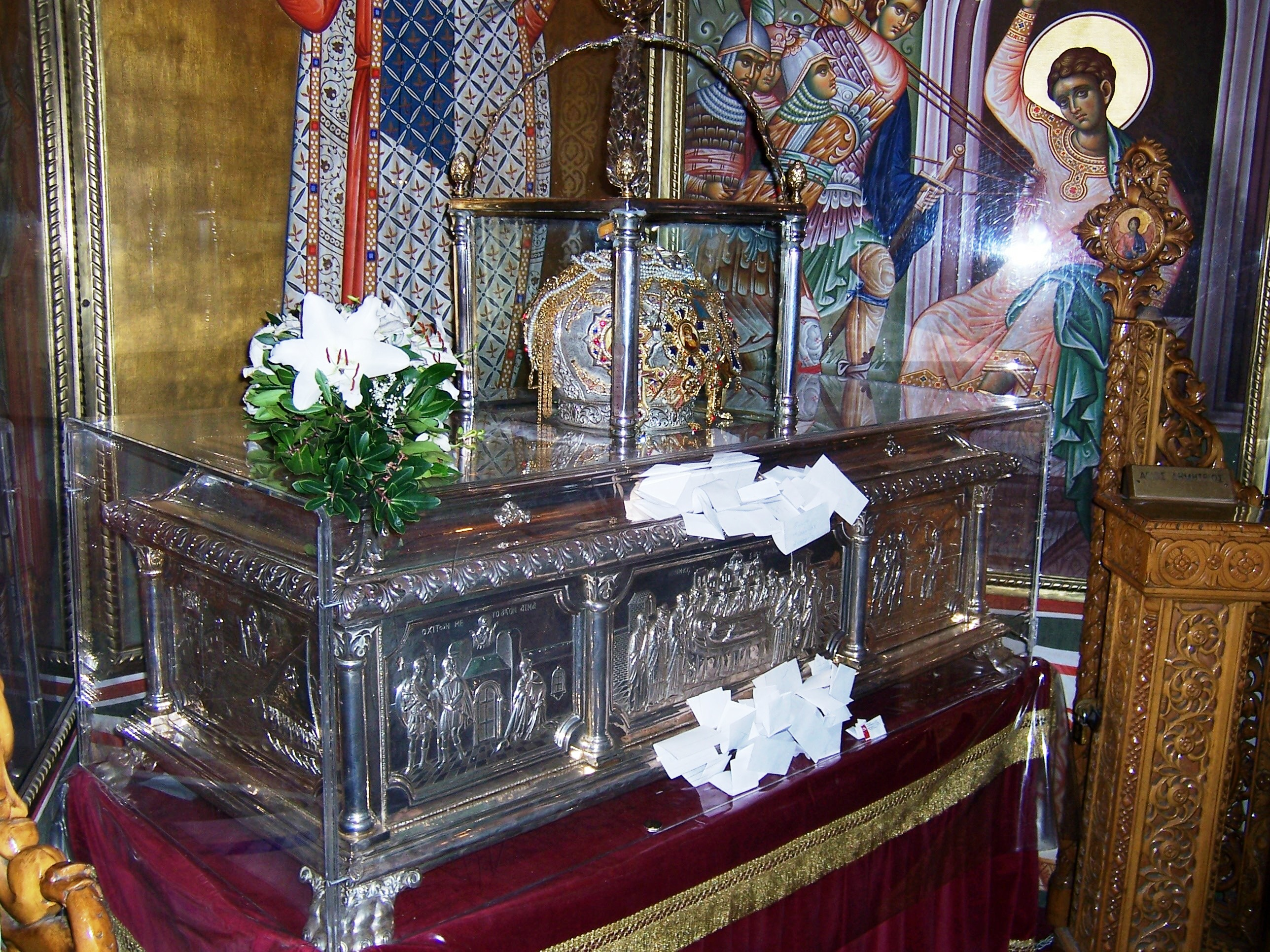
یادگارهای مقدس سنت دمیتریوس
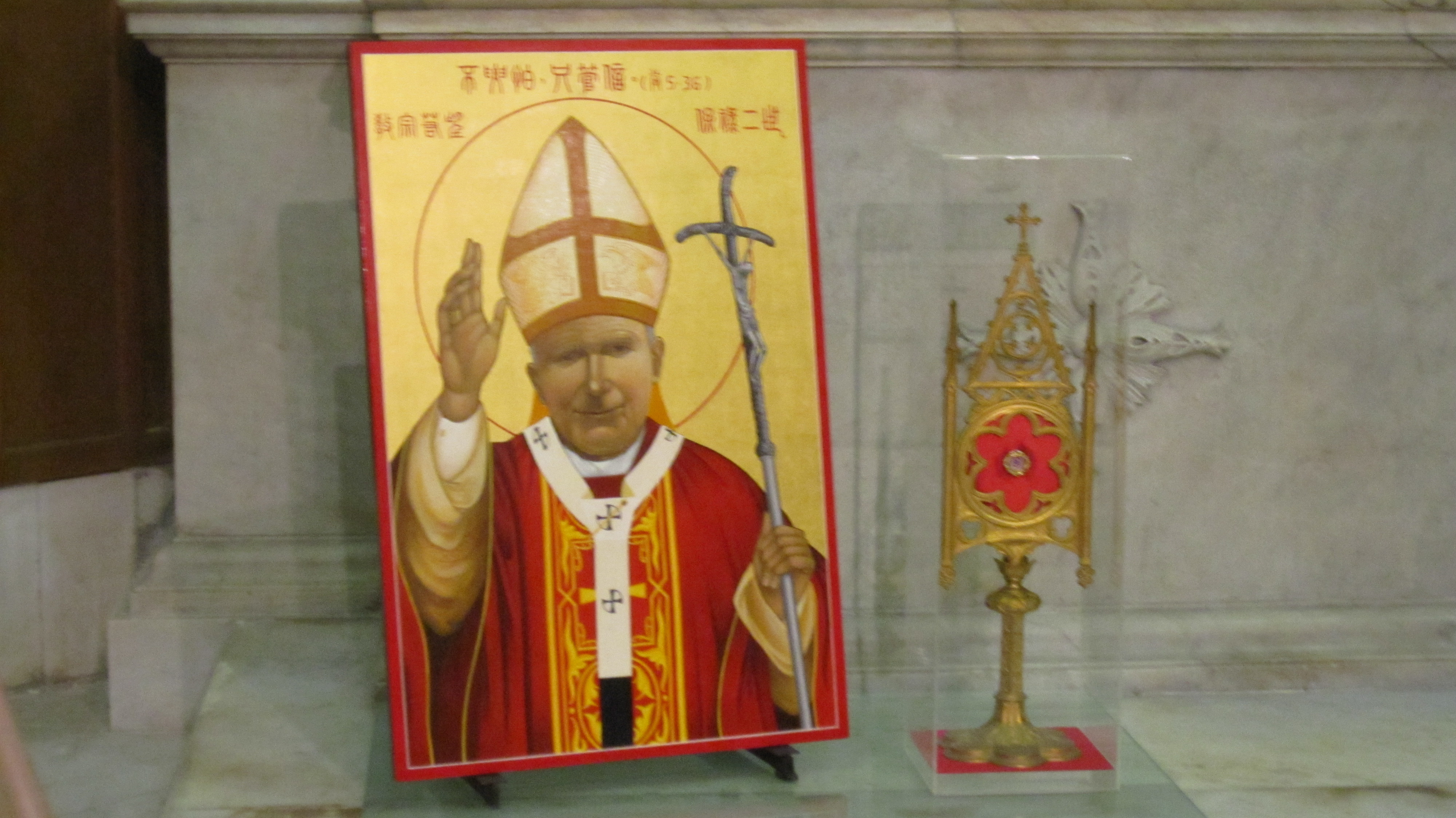
یادگار مقدس سنت پاپ ژان پل دوم در کلیسای جامع کاتولیک هنگ کنگ